# Se un albero cade in una foresta
Se un albero cade in una foresta (아무도 없는 숲속에서?, Amudo eomneun supsog-eseoLR; lett. "Nella foresta con nessuno attorno") è una serie televisiva sudcoreana distribuita da Netflix il 23 agosto 2024.

## Trama
Dopo la malattia terminale della moglie, Jeon Yeong-ha si è trasferito in una cittadina isolata nella foresta a poche ore di macchina da Seul. Un giorno, alla casa vacanze che Yeong-ha gestisce con un amico arriva una giovane donna di nome Seong-a con suo figlio, Si-hyeon. Il mattino dopo, però, Seong-a se ne va senza il figlio, lasciando dietro di sé delle macchie di sangue e l'odore della candeggina. L'agente Yoon Bo-min indaga sul caso.

## Personaggi e interpreti
- Jeon Yeong-ha, interpretato da Kim Yoon-seok
- Koo Sang-jun, interpretato da Yoon Kye-sang
- Yoo Seong-a, interpretata da Go Min-si
- Yoon Bo-min, interpretata da Lee Jung-eun